# 藤原為雅
藤原 為雅（ふじわら の ためまさ）は、平安時代中期の貴族。藤原北家長良流、中納言・藤原文範の次男。官位は正四位下・備中守。

## 経歴
円融朝末から花山朝、一条朝初頭にかけて丹波守・伊予守・備中守等の受領を歴任し、位階は正四位下に至る。長保4年（1002年）以前に卒去。

## 官歴
- 天元5年（982年） 正月3日：見丹波守四位[1]
- 寛和3年（987年） 正月：伊予守?[2]
- 永延2年（988年） 正月：備中守[3]
- 長保4年（1002年）以前：卒去（正四位下）[4]

## 系譜
- 父：藤原文範
- 母：藤原正茂の娘（藤原正茂は藤原南家乙麻呂流の後裔）
- 妻：藤原倫寧の娘
  - 男子：藤原中清 - 内匠頭正四位下
  - 男子：藤原中規
  - 男子：延妙
  - 女子：藤原義懐室
  - 女子：藤原景斉室